# Жирар, Жюль
Жюль-Огюстен Жира́р (фр. Jules-Augustin Girard; 24 февраля 1825, Париж — 30 марта 1902, Канны) — французский историк литературы.
Учился во французской школе в Афинах; с 1874 года читал лекции в Сорбонне. Жирар был членом Академии надписей.

## Труды
- «Mémoire sur l'île d’Eubée» (1852);
- «De Megarensium ingenio»;
- «Des caractères de l’atticisme dans l'éloquence de Lysias» (1854);
- «Thucydide» (1860).
- «Hypéride, sa vie et ses écrits» (1861);
- «Un procès de corruption chez les Athéniens» (1862);
- «Le sentiment religieux en Grèce» (1868, 2 изд. 1879);
- «Etude sur l'éloquence attique: Lysias, Hypéride, Démosthène» (1874).